# Amado Avendaño
Amado Avendaño Figueroa (ur. 14 września 1938, zm. 29 kwietnia 2004 w San Cristóbal de las Casas) – meksykański polityk, dziennikarz.
Związany z ruchami lewicowymi, uchodził za symbol ruchu zapatystów w prowincji Chiapas; z ramienia Demokratycznej Partii Rewolucyjnej kandydował na urząd gubernatora Chiapas.